# Ефективність суспільного виробництва
Ефекти́вність суспі́льного виробни́цтва — економічна категорія, яка характеризує результативність виробництва у порівнянні (зіставленні) з затраченими (або наявними) виробничими ресурсами і загальними суспільними потребами.
Для оцінки результативності всієї національної економіки в західній економічній літературі широко використовується поняття за ефективність Парето (італійський економіст, соціолог Вільфредо Парето). За В. Парето, ефективним вважається такий стан національної економіки, коли найповніше задоволені потреби всіх членів суспільства за даних обмежених ресурсів. Точніше це положення формулюється так: 
| економічна ефективність національної економіки — це стан, при якому вже неможливо збільшити ступінь задоволення потреб бодай однієї людини, не погіршуючи при цьому становища іншого члена суспільства. |

В національній економіці широко використовується система конкретних показників економічної ефективності. Основні з них: продуктивність суспільної праці, ефективність використання основного капіталу та матеріальних ресурсів, трудомісткість, капіталомісткість і матеріаломісткість національного продукту тощо.
Для порівняльної оцінки ефективності національної економіки в різних країнах використовується показник виробництва валового внутрішнього продукту або національного доходу на душу населення. Такі показники повніше характеризують рівень розвитку народного господарства, зміни в рівні життя сімей і окремих індивідів у країні. Наприклад, національний дохід може суттєво збільшитися, але якщо при цьому населення також зростає швидкими темпами, то рівень життя в розрахунку на душунаселення може бути відносно стабільним (постійним) або навіть зменшуватися. Таке становище в Індії, Китаї і ін.
Отже, такі показники обчислюються шляхом ділення ВВП (або НД) чи інших подібних макроекономічних величин на середньорічну кількість населення країни.